# Daphnella leucophlegma
Daphnella leucophlegma är en snäckart som först beskrevs av Dall 1881.  Daphnella leucophlegma ingår i släktet Daphnella och familjen kägelsnäckor. Inga underarter finns listade i Catalogue of Life.